# Милена Николић
Милена Николић (6. јул 1992) је босанскохерцеговачка фудбалерка и државна репрезентативка. Свестрана је играчица која се одлично сналази на свим позицијама. Дипломирала је на Факултету спорта и физичког образовања у Нишу.

## Каријера
Наступала је 5 пута за женску омладинску репрезентацију БиХ (У-19), а од 2007. године је стандардна чланица женске "А" репрезентације БиХ са којом је учествовала у квалификацијама за Светски и Европски куп.

## Награде и признања
До сада има 7 титула државног првака, 7 титула победника Купа, 6 учешћа у УЕФА Лиги шампиона (2009/10, 2010/11, 2011/12, 2012/13, 2013/14, 2014/15).
У сезони 2013/14 проглашена је за најбољег стрелца. Наредне сезоне 2014/15 била је други стрелац женске Лиге шампиона.